# Campeonato Africano de Taekwondo de 2012
El VIII Campeonato Africano de Taekwondo se celebró en Antananarivo (Madagascar) en 2012 bajo la organización de la Unión Africana de Taekwondo.
En total se disputaron en este deporte dieciséis pruebas diferentes, ocho masculinas y ocho femeninas.

## Resultados

### Masculino
| Evento | Oro                          | Plata                           | Bronce                                                         |
| ------ | ---------------------------- | ------------------------------- | -------------------------------------------------------------- |
| –54 kg | Husein Sherif · Egipto       | Ahmed Edbeb Libia               | Mohamed Ouattara Costa de Marfil Bertrand Arnold Owono Gabón   |
| –58 kg | Mohamed El-Sergani · Egipto  | Rija Rabeniala Madagascar       | Frederico Muianga Mozambique Karim Nayar Túnez                 |
| –63 kg | Hamza Gbane Costa de Marfil  | Wahid Briki Túnez               | Mohamed Tlish Salem Libia Jean Noel Randriamandimby Madagascar |
| –68 kg | Neyi Gam Túnez               | Balla Dièye Senegal             | Tamer Husein · Egipto · Abedi Sagesse · República del Congo    |
| –74 kg | Anicet Kassi Costa de Marfil | Mahmud Jairi · Egipto           | Taha Al-Aswed Libia Saifedin Trabelsi Túnez                    |
| –80 kg | Usama Ueslati Túnez          | Gbane Abdoulaye Costa de Marfil | Fiston Tshimanga · República del Congo · Rami Madi · Egipto    |
| –87 kg | Seydou Gbane Costa de Marfil | Fanfan Kikima R. D. del Congo   | Mohamed Tresor Kamara · Senegal · Karim Shafik · Egipto        |
| +87 kg | Mohamed Ahmed Ayman · Egipto | Karim Kone Costa de Marfil      | Badredin Jalfuni Libia Andry Rakotoarisoa Madagascar           |

### Femenino
| Evento | Oro                         | Plata                               | Bronce                                                                      |
| ------ | --------------------------- | ----------------------------------- | --------------------------------------------------------------------------- |
| –46 kg | Nermin El-Shimi · Egipto    | Khady Fall Senegal                  | Marie Prudence Mbia Gabón Volasoa Rabeholinantenaina Madagascar             |
| –49 kg | Nur Ahmed Husin · Egipto    | Rosa Keleku R. D. del Congo         | Hanitriniaina Rakotondrasoa Madagascar Cynthia Kragbe Valle Costa de Marfil |
| –53 kg | Nada Reda · Egipto          | Rahma Ben Ali Túnez                 | Awa Ouattara Costa de Marfil Brenda Mahonza R. D. del Congo                 |
| –57 kg | Bineta Diedhiou Senegal     | Carolin Yusri · Egipto              | Banassa Diomandé Costa de Marfil Eley Sephora Baelenge R. D. del Congo      |
| –62 kg | Ruth Gbagbi Costa de Marfil | Ndèye Coumba Diop Senegal           | Gradie Kamuanya R. D. del Congo Urgence Mouega Gabón                        |
| –67 kg | Seham El-Sawalhy · Egipto   | Mbassa Sakho Senegal                | Wafa Belar Túnez Larissa Konan Amoin Costa de Marfil                        |
| –73 kg | Mamina Koné Costa de Marfil | Menatalá Abdelaal · Egipto          | —                                                                           |
| +73 kg | Nahla Elwakil · Egipto      | Tenor Ehivet Youeto Costa de Marfil | Audrey Randriamandrato Madagascar Grace Emmanuella Ibogni Gabón             |

## Medallero
| Núm. | País                | Oro | Plata | Bronce | Total |
| ---- | ------------------- | --- | ----- | ------ | ----- |
| 1    | Egipto              | 8   | 3     | 3      | 14    |
| 2    | Costa de Marfil     | 5   | 3     | 5      | 13    |
| 3    | Túnez               | 2   | 2     | 3      | 7     |
| 4    | Senegal             | 1   | 4     | 1      | 6     |
| 5    | R. D. del Congo     | 0   | 2     | 3      | 5     |
| 6    | Madagascar          | 0   | 1     | 5      | 6     |
| 7    | Libia               | 0   | 1     | 3      | 4     |
| 8    | Gabón               | 0   | 0     | 4      | 4     |
| 9    | República del Congo | 0   | 0     | 2      | 2     |
| 10   | Mozambique          | 0   | 0     | 1      | 1     |
|      | TOTAL               | 16  | 16    | 30     | 62    |